# 대한민국 형사소송법 제312조
대한민국 형사소송법 제312조는 검사 또는 사법경찰관의 조서 등에 대한 형사소송법의 조문이다.
[본조신설 2007.6.1.]

## 조문
제312조(검사 또는 사법경찰관의 조서 등) ① 검사가 피고인이 된 피의자의 진술을 기재한 조서는 적법한 절차와 방식에 따라 작성된 것으로서 피고인이 진술한 내용과 동일하게 기재되어 있음이 공판준비 또는 공판기일에서의 피고인의 진술에 의하여 인정되고, 그 조서에 기재된 진술이 특히 신빙할 수 있는 상태하에서 행하여졌음이 증명된 때에 한하여 증거로 할 수 있다.
②삭제
③검사 이외의 수사기관이 작성한 피의자신문조서는 적법한 절차와 방식에 따라 작성된 것으로서 공판준비 또는 공판기일에 그 피의자였던 피고인 또는 변호인이 그 내용을 인정할 때에 한하여 증거로 할 수 있다.
④검사 또는 사법경찰관이 피고인이 아닌 자의 진술을 기재한 조서는 적법한 절차와 방식에 따라 작성된 것으로서 그 조서가 검사 또는 사법경찰관 앞에서 진술한 내용과 동일하게 기재되어 있음이 원진술자의 공판준비 또는 공판기일에서의 진술이나 영상녹화물 또는 그 밖의 객관적인 방법에 의하여 증명되고, 피고인 또는 변호인이 공판준비 또는 공판기일에 그 기재 내용에 관하여 원진술자를 신문할 수 있었던 때에는 증거로 할 수 있다. 다만, 그 조서에 기재된 진술이 특히 신빙할 수 있는 상태하에서 행하여졌음이 증명된 때에 한한다.
⑤제1항부터 제4항까지의 규정은 피고인 또는 피고인이 아닌 자가 수사과정에서 작성한 진술서에 관하여 준용한다.
⑥검사 또는 사법경찰관이 검증의 결과를 기재한 조서는 적법한 절차와 방식에 따라 작성된 것으로서 공판준비 또는 공판기일에서의 작성자의 진술에 따라 그 성립의 진정함이 증명된 때에는 증거로 할 수 있다.
[전문개정 2007.6.1.]

## 참조조문
미국연방증거법 제803조 전문법칙의 예외: 원진술자의 증언 가능성과 상관없이 허용되는 경우
(8) 공적 기록 및 보고서:
형식을 불문하고 (A) 공무소 또는 공공기관의 활동, (B)법률에 따라 보고할 의무가 규정된 사항에 대하여 법률에 부과된 의무에 따라 관찰한 사항, 다만 형사사건에서는 경찰관이나 그 외 다른 법집행기관 요원이 관찰한 사항을 제외하며, (C) 민사적 소송 및 절차 그리고 형사사건에서 정부에 불리한 증거로 제출되는 경우에 법률이 부여한 권한에 따라 행한 조사의 결과로 확인된 사실적 사항에 대한 공무소 또는 공적기관의 기록, 보고서, 진술 또는 자료 편집물, 다만, 정보의 원천이나 다른 상황으로부터 신용성이 결여된 것으로 인정되는 때에는 그러하지 아니하다.

미국연방증거법 제803조 전문법칙의 예외: 원진술자의 증언 가능성과 상관없이 허용되는 경우
(10) 공적 기록 혹은 기재의 부존재:
형태를 불문하고, 기록, 보고, 진술 또는 자료 편집물 등의 부존재, 혹은 공무소 또는 공공기관이 정규적으로 형태를 불문하고 어떤 기록, 보고, 진술, 또는 자료 편집물을 작성하여 보존했던 사항이 발생하지 아니하였거나 존재하지 않는 사실을 증명하기 위해 제출되는 것으로서 기록, 보고, 진술, 자료 편집물 또는 기재를 발견하기 위해 성실히 찾아보았으나 찾을 수 없었던 점에 대한 제902조 규정에 따른 인증 방식과 증거 혹은 증언

제804조 전문법칙의 예외: 원진술자가 증언을 할 수 없는 때
(b) 전문법칙의 예외 원진술자가 증인으로서 증언할 수 없을 경우, 다음 각 호의 증거는 전문법칙에 하여 증거능력이 배제되지 아니한다.
(1) 종전 증언: 당해 소송 또는 다른 소송의 심문 절차에서 당해 소송 또는 다른 소송의 과정에서 법률에 따라 행해진 진술보전 절차에서 증인으로서 한 증언, 다만, 현재 그 증언이 증거로 제출되는 민사적 소송 또는 절차에서는 반대 당사자와 이해관계를 같이하는 피승계인이 주신문, 반대신문 또는 재주신문에 의하여 증인의 증언을 전개할 기회 및 유사한 동기를 가진 때에 한한다.

## 참고 문헌
- 손동권 신이철, 새로운 형사소송법(초판, 2013), 세창, 2013. ISBN 9788984114081
- 아서 베스트, 미국증거법 사례와 해설.
- 유지영. (2008). 형사소송법 제312조의 영상녹화물의 증거능력. 중앙법학, 10(4), 115-136.
- 박노섭. (2020). 형사소송법 제312조의 개정의 소송이념적 의미와 향후 과제. 범죄수사학연구, 6(2), 31-55. 10.46225/CIS.2020.12.6.2.31
- 홍진영. (2020). 개정 형사소송법 제312조에 대한 검토 - 조사자증언은 과연 최우량증거인가? -. 형사소송 이론과 실무, 12(1), 207-261.
- 서보학. (2004). 형사소송법 제312조 제1항의 위헌성과 형사소송법적 문제점. 형사법연구,(22), 290-311.
- 신이철. (2010). 개정 형사소송법상 참고인 진술조서(제312조 제4항)의 적용범위. 외법논집, 34(3), 177-194.
- 조광훈. (2016). 형사소송법 제312조 제5항의 수사과정의 구체적 의미와 한계. 형사법의 신동향,(51), 179-209.
- 강우예. (2018). 법원에 출석하여 불일치진술한 피고인 아닌 자의 검찰진술조서의 증거능력 ― 형사소송법 제312조 제4항의 특신상태의 의미에 대한 분석을 중심으로 ―. 형사판례연구, 26, 439-488.
- 지은석. (2020). 형사소송법 제312조 제3항의 확대 적용 - 대법원 2020. 6. 11. 선고 2016도9367 판결 -. 형사법의 신동향,(69), 265-299.
- 이형근. (2021). 형사소송법 제312조 개정의 의미와 피의자 신문 방법론 개선의 필요성. 경찰법연구, 19(3), 67-100.
- 조지은. (2021). 개정 형사소송법 제312조 제1항 시행에 대한 경과규정 부재와 그로 인한 실무상 혼란. 형사소송 이론과 실무, 13(3), 175-199.
- 최문환, 강동욱. (2022). 형사소송법 제312조 제1항 개정에 따른 수사기관의 대응방안 제고. 법과 정책연구, 22(2), 65-92.
- 전지은. (2024). 형사소송법 제312조 제1항의 개정과 현행 영상녹화제도에 대한 소고(小考). 아주법학, 18(1), 7-42.
- 최윤희. (2024). 형사소송법 제312조 개정에 따른 실무상 문제점. 형사법의 신동향,(84), 85-144.

## 같이 보기
- 위법수집증거배제법칙